# 654
Évszázadok: 6. század – 7. század – 8. század
Évtizedek: 600-as évek – 610-es évek – 620-as évek – 630-as évek – 640-es évek – 650-es évek – 660-as évek – 670-es évek – 680-as évek – 690-es évek – 700-as évek
Évek: 649 – 650 – 651 – 652 –  653 – 654 – 655 – 656 – 657 – 658 – 659

## Események

### Európa
- Januárban az előző évben meghalt II. Paulosz konstantinápolyi pátriárka helyét a korábban lemondatott és száműzött Pürrhosz foglalja el, aki azonban júniusban meghal. Utóda a szintén monothelétista Petrosz.
- Húsvétkor II. Kónsztasz bizánci császár augustusi rangra emeli és társuralkodójává teszi két éves fiát, IV. Kónsztantinoszt.
- A római klérus augusztusra behódol II. Kónsztasz akaratának és a lemondatott és száműzött I. Martinus pápa helyére megválasztják I. Eugeniust, aki nem olyan elutasító a hivatalos bizánci monothelétista irányultsággal szemben, mint Martinus volt.[1]
- Recceswinth vizigót király kiadja a kibővített törvénykönyvet,[2] a Lex Visigothorumot, amely a vizigótokra és a romanizált alattvalóira is vonatkozik.
- Penda merciai király betör Kelet-Angliába. A blythburghi csatában elesik Anna kelet-angliai királyt és fia, Jurmin. A trónt Anna öccse, Æthelhere örökli, aki behódol Pendának.
- A piktek a strathyrei csatában megölik Dúnchadot, a gael Dál Riata királyát. Utóda Conall Crandomna.
- II. Klodvig frank király normandiai földbirtokot adományoz Szt. Philibertnek, aki megalapítja a jumièges-i apátságot.

### Ázsia
- Kótoku japán császár az idős diplomatát, Takamuko no Kuromarót Kínába küldi követségbe, ő azonban nem sokkal Csanganba érkezése után meghal.
- Novemberben az elszigetelődött Kótoku megbetegszik és meghal. A trónt nővére, a korábban egyszer már lemondott Kógjoku foglalja el, aki ezúttal a Szaimei uralkodói nevet veszi fel.
- Meghal Csindok, a koreai Silla királynője. Utóda Mujol.

## Halálozások
- Kótoku, japán császár
- Csindok, sillai királynő
- Anna, kelet-angliai király
- Dúnchad mac Conaing, Dál Riata királya
- Pürrhosz, konstantinápolyi pátriárka

## Fordítás
- Ez a szócikk részben vagy egészben  a(z)   654 című angol Wikipédia-szócikk ezen változatának fordításán alapul.  Az eredeti cikk szerkesztőit annak laptörténete sorolja fel. Ez a jelzés csupán a megfogalmazás eredetét és a szerzői jogokat jelzi, nem szolgál a cikkben szereplő információk forrásmegjelöléseként.